# Албиция
Албицията (Albizia) е род храстовидни, бързорастящи, субтропични и тропични растения от семейство Бобови, сродни на мимозата. Среща се в тропичните райони на Азия, Африка, Централна Америка, в южните части на Австралия. Листата са перести и служат за храна на някои видове пеперуди от рода Endoclita. Родът обхваща около 150 вида растения. Един от най-познатите видове е Albizia julibrissin (Юлибрисиновата албиция или „Коприненото дърво“), което вирее добре и доста на север в райони с умерен климат и е особено разпространено в Северна Америка, където се отглежда като декоративно дърво и често се бърка с мимозата.